# Kairos Metro
Kairos Metro i Kairo, Egypten er Afrikas eneste fuldt udbygget metrosystem. Systemet består af to operative linjer, mens en tredje linje i planlægningsfasen. 
Metroen køres af the National Authority for Tunnels. Linjen bruger standard sporvidde (1435 mm). Billetprisen er EGP 1,00 for hver enkelt tur (som i oktober 2007, EUR 0,13 eller USD 0,18), uanset afstand.